# Thượng viện
Thượng viện, thượng nghị viện hay tham nghị viện là một trong hai viện của nghị viện hay quốc hội lưỡng viện lập pháp (viện còn lại là hạ viện hay thường được gọi là viện dân biểu). Thành viên của Thượng viện được gọi là Thượng nghị sĩ, hoặc đôi khi ngắn gọn là Nghị sĩ khi mà thành viên của Hạ viện gọi là Dân biểu. 
Đối với quốc hội chỉ bao gồm một viện (và do đó không có thượng viện hay hạ viện) được mô tả là đơn phương hay gọi là đơn viện lập pháp.

## Thượng viện tại một số quốc gia

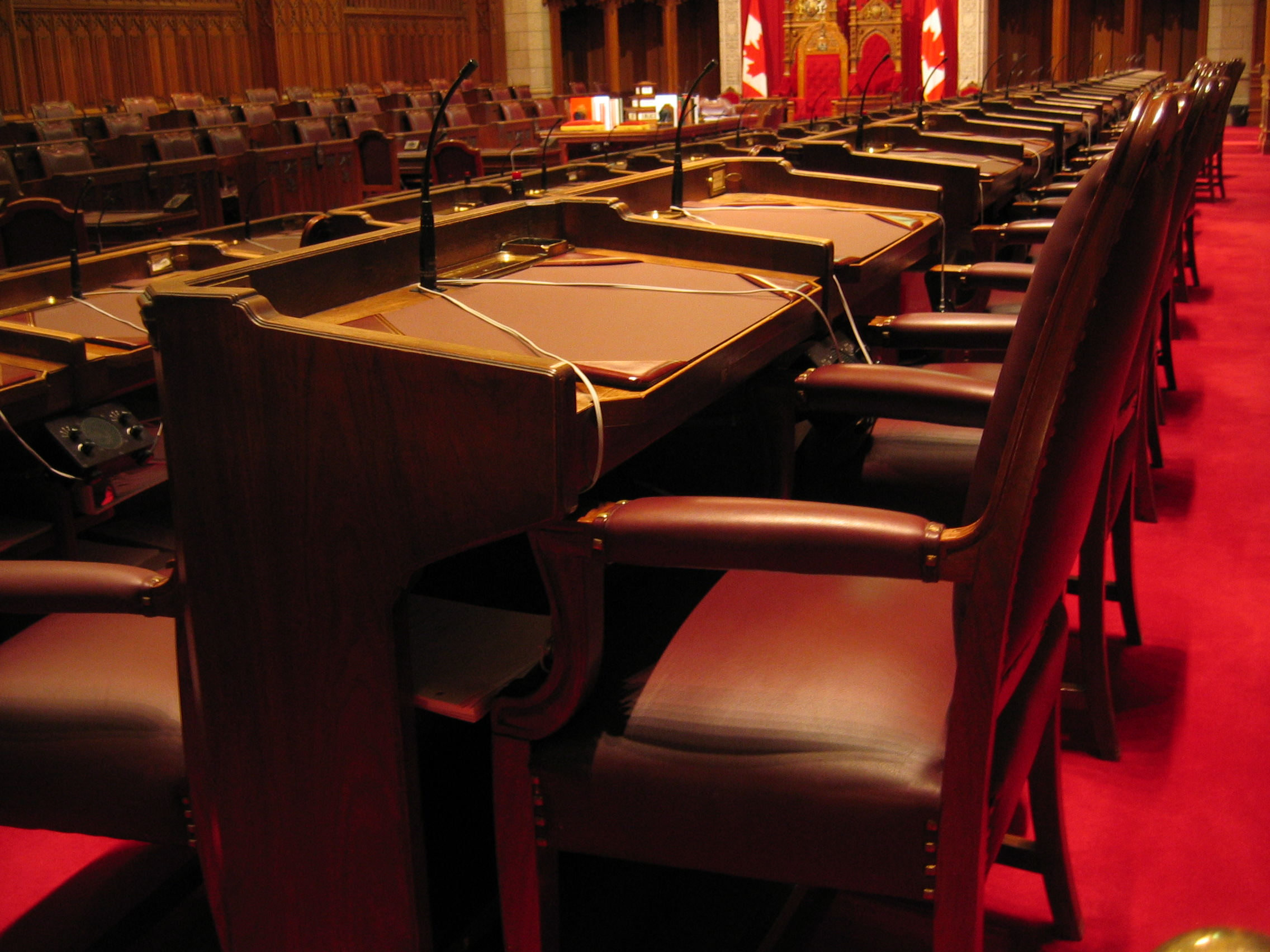
Phòng họp Thượng nghị viện Canada

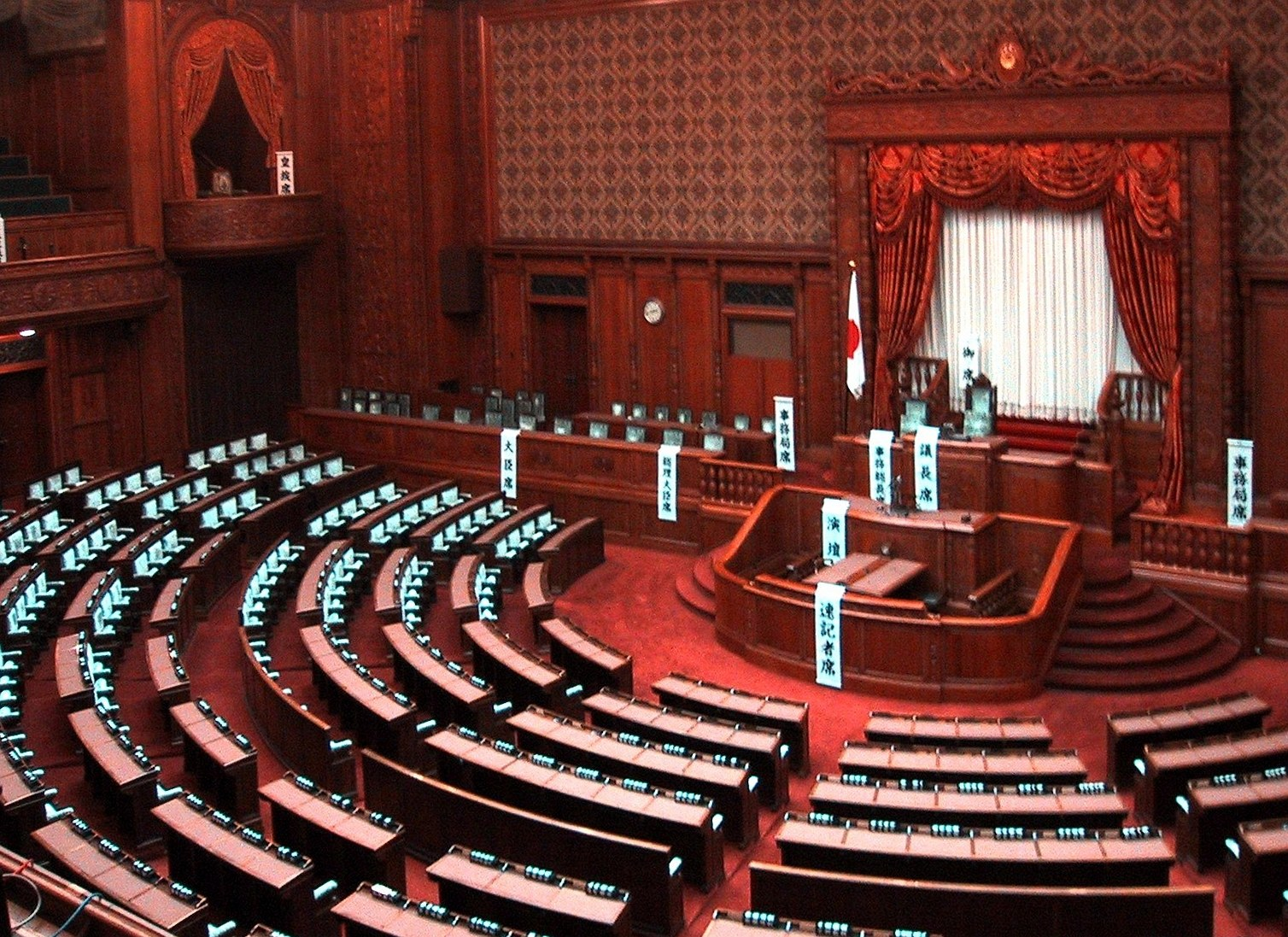
Phòng họp Thượng viện Nhật Bản